# Arrondissement judiciaire de Flandre-Orientale

Localisation de l'arrondissement judiciaire de Flandre-Orientale, après la fusion des arrondissements judiciaires de 2014.

Cet article court présente un sujet plus développé dans : Arrondissement judiciaire d'Audenarde, Arrondissement judiciaire de Gand et Arrondissement judiciaire de Termonde.
L'arrondissement judiciaire du Flandre-Orientale est depuis le 1er avril 2014 l'un des 12 arrondissements judiciaires de Belgique. Il est le résultat de la fusion des arrondissements judiciaires d'Audenarde, Gand et Termonde et dépend du ressort de la Cour d'appel de Gand. Il comprend 23 cantons judiciaires, 65 communes et ses limites territoriales coïncident avec la province de Flandre-Orientale.